# دنیس هوثورن
دنیس هوثورن (انگلیسی: Denys Hawthorne؛ ‏ ۹ اوت ۱۹۳۲ – ۱۶ اکتبر ۲۰۰۹) بازیگر اهل ایرلند شمالی بود.
از فیلم‌ها یا برنامه‌های تلویزیونی که وی در آن نقش داشته‌است، می‌توان به استرالیا، خانه اشباح، خانه روسی، به نام پدر، اما، بدبیاری و پوآرو اشاره کرد.